# صلاح‌الدین پاوه‌ای

ملا صلاح‌الدین پاوه‌ای - شیخ محمّد علاءالدین - شیخ محمدعثمان سراج‌الدین دوم

صلاح‌الدین پاوه‌ای از مدرسین و علمای مشهور اهل پاوه از توابع کرمانشاه بوده است.
حاج ملا صلاح الدین بن حاج لطف‌الله بن حاج عوض پاوه بن حاج عیسی بن حاج عبدالله بن حاج احمد بن حسن بن صفر از اهالی پاوه بوده است.
جدش حاج عوض پاوه از شاگردان شیخ عثمان سراج الدین طویلی است و کرامات و خوارقی مشهور دارد.
وی پدر علامه حاجی ماموستا محمد زاهد ضیایی پاوه‌ای از علمای مشهور کردستان می باشد.
مادرش حمیرا حاتمی خواهر کدخدا حاتم پاوه بود.

## جایگاه علمی
او از علمای طراز اول کردستان ایران و عراق بودند که نظرات و فتاواهای ایشان مورد استناد بسیاری از علما نیز می‌باشد.
کتابخوانه ی حاج ملا صلاح الدین از گنجینه های ارزشمند علم نجوم و فقه کردستان است.
سید بهاالدین شمس قریشی، شیخ محمد خالصی طالبانی، شیخ محمد قادری و دهها عالم دیگر  در محضر ملا صلاح الدین ضیایی تلمذ و کسب اجازه نموده اند.

## خدمات عالمانه
او مدرسه علوم دینی پاوه را در شهر پاوه تأسیس نمود که محصول آن علمای سرشناس و صاحب نظری در کردستان ایران و عراق بود.
مدرسه علوم دینی پاوه بعد از فوت ملا صلاح الدین توسط فرزند او ماموستا محمد زاهد ضیایی پاوه مدیریت گردید.
سید بهاءالدین شمس قریشی شاعر بلند آوازه کورد در رثای ملا صلاح الدین پاوه ای مرثیه ای را به زبان هورامی سروده که در کتاب حدیقه سلطانی چاپ گردیده است.
«تانه و رو دنياي فانيش وداع كرد              سه راي ئه مري شه رع چيوه ته ر نه كرد»
بابا مردوخ روحانی در کتاب تاریخ مشاهیر کورد در بابا ملا صلاح الدین می نویسد:
«ملا صلاح الدين، فرزند حاج لطف الله، فرزند حاج عیوض، از اهالي شهرستان پاوه بوده است. وي عارفي وارسته و متمسك به طريقه نقشبندي و از مريدان شيخ عمر ضياء الدين بياري بوده است. او پدر ملا محمد زاهد ضيايي از فضلا و مدرسان معروف پاوه است.»